# Фелікс Молуа
Фелікс Молуа (фр. Félix Moloua) (…) — центральноафриканський політик, який обіймає посаду прем'єр-міністра Центральноафриканської Республіки з 7 лютого 2022 

Раніше він був міністром планування, економіки та співробітництва Центральноафриканської Республіки 
.

## Біографія
Народився 1957 року. 
Вивчав математику в Університеті Бангі, який закінчив в 1985 році, і спеціалізувався з демографії в Інституті навчання та демографічних досліджень (IFORD) Університету Яунде II (Камерун) 
.
Молуа обіймав посаду міністра економіки з 2016 року до свого призначення на посаду прем'єр-міністра, зберігши за собою посаду державного міністра планування та економіки свого власного уряду 
.

## Нагороди
- Орден Заслуг (ЦАР)[en] (2022)[7]